# Narodi svijeta E
Narodi svijeta E
 Ê Đê →Rhade
Emerillon. Ostali nazivi:
- Lokacija:
- Jezik/porijeklo:
- Populacija:
- Kultura:
- Vanjske poveznice

Enci. Ostali nazivi: Jenisejski Samojedi, Энцы
- Lokacija:
- Jezik/porijeklo:
- Populacija (2007):
- Kultura:
- Vanjske poveznice:

Enger Ujguri, ostali nazivi: Shera Ujguri (Shera Yogurs).
- Lokacija: provincija Gansu, Kina.
- Jezik/Porijeklo: vjerojatno ujgurskog porijekla, odnosno od starog naroda Huiqu. Govore istočni (enger) yogur, mongolskim jezikom, altajska porodica.
- Populacija: 6.000 (2000 D. Bradley).
- Kultura: prakticiraju način sahrane sličan tibetskom, tako da tijela pokojnika na vrhovima planina prepuštaju pticama.
- Vanjske poveznice: Enger Yogurs of China

Englezi. Ostali nazivi:
- Lokacija: Ujedinjeno Kraljevstvo
- Jezik/porijeklo: engleski, germanska grana.
- Populacija (2007):
- Kultura:
- Vanjske poveznice:

Erie. Ostali nazivi:
- Lokacija:
- Jezik/porijeklo: erie, pripadaju u Hurone, porodica irokez.
- Populacija:
- Kultura:
- Vanjske poveznice:

Eskimi. Ostali nazivi: Эскимосы (ruski)
- Lokacija: Kanada, Aljaska i susjedni dio Rusije.
- Jezik/porijeklo: eskimski, porodica eskimo-aleut.
- Populacija (2007):
- Kultura: Lovci i ribari. Pripadaju arktičkom kulturnom području. Krznena odjeća. Tradicionalne nastambe rađene su od drveta i kamena, ukopane u zemlju. Na putovanjima gradili su iglue, kuće od leda. Ostali simboli kulture su snježne naočale, krplje, pseće zaprege. Eskimi su bili isključivo mesojedi, uz ribu je glavna hrana.
- Vanjske poveznice:

Esmeralda. Ostali nazivi:
- Lokacija: Ekvador
- Jezik/porijeklo:
- Populacija:
- Kultura:
- Vanjske poveznice:

Estonci. Ostali nazivi:
- Lokacija: Estonija
- Jezik/porijeklo: estonski. Finski narodi
- Populacija (2007):
- Kultura:
- Vanjske poveznice:

Eveni. Ostali nazivi: Lamuti, Эвены
- Lokacija:
- Jezik/porijeklo:
- Populacija (2007):
- Kultura:
- Vanjske poveznice:

Evenki. Ostali nazivi: Tunguzi, Эвенки.
- Lokacija:
- Jezik/porijeklo:
- Populacija (2007.):
- Kultura:
- Vanjske poveznice:

Ewe. Ostali nazivi: Eibe, Ebwe, Eve, Efe, Eue, Vhe, Gbe, Krepi, Krepe, Popo.
- Lokacija: Gana (1.615.700, 1991.), Togo, Benin
- Jezik/porijeklo: Kwa, Nigersko-kongoanski narodi. Plemena: Anglo (Anlo), Bey (Be) i Gen na obali, i Peki, Ho, Kpando, Tori i Ave u unutrašnjosti.
- Populacija:  2.477.600 (1991 L. Vanderaa CRC) u dvije države.
- Kultura: patrilinearni, poglavištvo je najveća nezavisna politička jedinica. Farmeri, drže nešto stoke. Na obali važno ribarstvo
- Vanjske poveznice: Ewe

Ebana (Ebani)   	Rivers, Nigerija
Ebirra (lgbirra)   	Edo, Kogi, Ondo, Nigerija 
Ebu   	Edo, Kogi, Nigerija 
Efik   	Cross River, Nigerija 
Egbema   	Rivers, Nigerija 
Egede (lgedde)   	Benue, Nigerija 
Eggon   	Plateau, Nigerija 
Egun (Gu)   	Lagos, Ogun, Nigerija 
Ejagham   	Cross River, Nigerija 
Ekajuk   	Cross River, Nigerija 
Eket   	Akwa Ibom, Nigerija 
Ekoi   	Cross River, Nigerija 
Engenni (Ngene)   	Rivers, Nigerija 
Epie   	Rivers, Nigerija 
Esan (Ishan)   	Edo, Nigerija 
Etche   	Rivers, Nigerija 
Etolu (Etilo)   	Benue, Nigerija 
Etsako   	Edo, Nigerija 
Etung   	Cross River, Nigerija 
Etuno   	Edo, Nigerija

Ewamin (QLD), Erawirung (SA), Eora (NSW),